# Titan(III)-phosphid
Titan(III)-phosphid ist eine anorganische chemische Verbindung aus der Gruppe der Phosphide.

## Gewinnung und Darstellung
Titan(III)-phosphid kann durch Drucksynthese aus den Elementen gewonnen werden.
{\displaystyle \mathrm {Ti+P\longrightarrow TiP} }
Man kann es auch bei der Umsetzung von Monophosphan mit Titan(IV)-chlorid bei 750 °C gewinnen. Ebenfalls möglich ist die elektrolytische Darstellung eines nahezu stöchiometrisch zusammengesetztes Titan(III)-phosphid-Pulvers bei 860 °C aus einer Lösung von 10 % Titandioxid in einer Mischschmelze die neben Di- und Metaphosphat noch Natriumchlorid und Lithiumfluorid enthält.
Fein gepulvertes Titanhydrid kann bei 800-1000 °C mit einer Monophosphan/Wasserstoff-Mischung zu Phosphiden mit kleineren Phosphor-Gehalten umgesetzt werden (TiP0,1-0,6).

## Eigenschaften
Titan(III)-phosphid ist ein schwarzgraues, metallisch aussehendes und thermisch sehr beständiges Pulver, das durch Säuren selbst bei Erwärmung wenig angreifbar ist. Es besitzt eine hexagonale Kristallstruktur mit der Raumgruppe P63/mmc (Raumgruppen-Nr. 194) (a = 3,487 Å, c = 11,65 Å).

## Verwendung
Titan(III)-phosphid wird als Katalysator in organischen Synthesen verwendet.